# Вернидуб, Иван Иванович
Иван Иванович Верниду́б (20 июля 1918, Лебедин, Харьковская губерния — не ранее 2005) — советский учёный в области химических технологий взрывчатых веществ, директор НИИХМ (1962—1970), лауреат Сталинской премии 3-й степени (1946).

## Биография
Иван Вернидуб родился 20 июля 1918 года в городе Лебедин Сумской области.
В 1939 году он окончил Московский химико-технологический институт им. Д. И. Менделеева и с того времени работал в НИИ-6 в должностях: инженера, заместителя начальника (1940—1941) и начальника лаборатории № 16 (1941), заместителя начальника и технического руководителя Пиротехнического филиала № 1 в городе Чебоксары (1941—1943), начальника лаборатории (1943—1944), парторга ЦК КПСС в институте (1944—1948), главного инженера (1948—1962), директора (1962—1970), первого заместителя директора (1970—1984).
За период его руководства (1962—1970) в НИИХМ было разработано и внедрено в серийное производство 163 изделия.

## Награды и звания
- Сталинская премия 3-й степени (1946) — за создание мощных источников света (фотобомб), в годы Великой Отечественной войны нашедших широкое применение для целей ночной аэрофоторазведки
- Орден Ленина
- Орден Красной Звезды (24.09.1944)[2]